# Eero Tommila
Eero Akseli Tommila (* 5. März 1900 in Merikarvia; † 25. Oktober 1968 in London) war ein finnischer Chemiker und Hochschullehrer der Universität Helsinki.

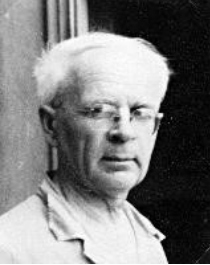
Eero Tommila im Jahr 1963

## Akademische Laufbahn
Tommila entstammt einer Bauernfamilie in Westfinnland, studierte Chemiegeschichte, organische Chemie und wurde 1932 an der Universität Helsinki promoviert. Seine Dissertation befasste sich mit der elektrochemischen Oxidation von Dicarbonsäuren.
Eero Tommila war 1930 bis 1944 Dozent am Seminar und der Pädagogischen Hochschule in Jyväskylä. 1938 bis 1944 war er Dozent für Chemie an der Universität Helsinki und dort von 1944 bis 1967 erster Professor für Physikalische Chemie.
Tommilas Hauptarbeitsgebiet und Forschungsschwerpunkt war die Wirkung von Lösungsmitteln auf Reaktionsgeschwindigkeiten, insbesondere die Substitutionseffekte chemischer Reaktionen in verschiedenen Lösungsmitteln; sein Lehrstuhl wurde auf diesem Gebiet gegründet.
Tommilas Nachfolger wurde von 1969 bis 1990 Jouko Koskikallio, der die Reaktionskinetik unter anderem bei hohem Luftdruck erforschte und photochemische Studien in Finnland begann.
Eero Tommila veröffentlichte auf Deutsch, verfasste ab den 1950er Jahren in mehreren Auflagen das erste akademische Lehrbuch Physikalischer Chemie in finnischer Sprache (Fysikaalinen Kemia, Otava, 1. Auflage, Helsinki 1950) und schrieb später auch Englisch.

## Privat
Eero Tommila war verheiratet mit Salli Anna Margareta, geb. Niininen, und Vater von zwei Kindern. Sein Sohn ist der Akademiker Päiviö Tommila, Historiker, Professor und Rektor der Universität Helsinki. Seine Tochter ist die Künstlerin/Kunstlehrerin Eeva Tommila.

## Veröffentlichungen (Auswahl)
- Über die elektrolytische Oxydation einiger aliphatischen Dicarbonsäuren, Annales Academiae Scientiarum Fennicae. Serie A. T. 36, No 1, Helsinki 1932 (Diss. Phil.)
- Über die elektrolytische Oxydation der Glykolsäure in alkalischer Lösung, Suomalainen Tiedeakatemia, Helsinki 1933
- Über die elektrochemische Oxydation von α-Glykolen, Suomalainen Tiedeakatemia, Helsinki 1934
- Elektrochemische Versuche mit α-Oxysäuren, Suomalainen Tiedeakatemia, Helsinki 1936
- Zur Kinetik der Cannizzaroschen Reaktion, Akateeminen Kirjakauppa, Helsinki 1942
- Zur Hydrolyse der Dicarbonsäure-Ester, Akateeminen Kirjakauppa, Helsinki 1942
- Weitere Versuche mit substituierten Benzoesäure-Estern, Akateeminen Kirjakauppa, Helsinki 1942
- Einfluss der Alkoholkomponente bei der alkalischen Hydrolyse von Benzoesäure-Estern, Akateeminen Kirjakauppa, Helsinki 1942
- (zusammen mit filosofian maisteri Salli Tommila) Die alkalische Hydrolyse von Phthalsäuremonoäthylestern, Akateeminen Kirjakauppa, Helsinki 1942
- Die alkalische Hydrolyse von Benzylestern, Akateeminen Kirjakauppa, Helsinki 1942
- Die alkalische Hydrolyse einiger neuer substituierter Benzoesäureester, Akateeminen Kirjakauppa, Helsinki 1945
- Fysikaalinen Kemia, Otava, Helsinki 1950
- The Influence of solvent on substituent effects in chemical reaction, Suomalainen Tiedeakatemia, Helsinki 1967
- (zusammen mit Matti Savolainen und Ensio Lindqvist) The influence of the solvent on reaction velocity XLIII, the kinetics of the reactions of hydrochloric and hydrobromic acids with alcohols in mixed solvents that contain alcohol, Annales Academiae Scientiarum Fennicae. Serie A / 2, Chemica, Suomalainen Tiedeakatemia, Helsinki 1969 (posthum)